# 寸部
寸部（すんぶ）は、漢字を部首により分類したグループの一つ。
康熙字典214部首では41番目に置かれる（3画の12番目）。

## 概要
寸部には「寸」を筆画の一部として持つ漢字を分類している。
形の起源としては、「又」（手の象形）に羨筆（無意味な筆画）を加えて生まれたものがほとんどである。
単独の「寸」という文字は、「尊」の略体に由来するが、仮借して長さの単位を表す単語に用いる。1寸は10分または1/10尺。なお『説文解字』は「又」（手の象形）と「一」からなり、手から一寸離れた脈打つところ（寸口）を指すことで寸の距離を表すと解釈しているが、誤った分析である。

## 部首の通称
- 日本：すん・すんづくり[2]
- 韓国：마디촌부（madi chon bu、指のふしの寸部）
- 英米：Radical inch（尺貫法の単位である寸に近いヤード・ポンド法の単位であるインチから）

## 部首字
寸
- 広韻 - 倉困切、慁韻
- 詩韻 - 願韻、去声
- 三十六字母 - 清母
- 日本語 - 音：ソン（漢音）・スン（呉音）
- 中国語 - ピンイン：cùn 注音：ㄘㄨㄣˋ ウェード式：ts'un 4
- 朝鮮語 - 訓音：마디（madi、指の1節） 촌(chon)

大篆
小篆

## 例字
- 寸・對（対、对）・封・射・將（将）
- 寺・寿（壽→士部）・專（専）・尋（寻）・尊・導（导）
- 尅